# Şəki
Şəki (anglicky Shaki, rusky Шеки, Šeki) je menší historické město na severozápadě Ázerbájdžánu. Někdy se také píše jako Seki nebo Sheki.

## Původní název
Až do roku 1968 neslo jméno Nuxa. Şəki je také název stejnojmenného rajónu.

## Poloha a obyvatelstvo
Leží na jižní části Velkého Kavkazu, 325 km od hlavního města Baku v nadmořské výšce cca 500 m n. m. Žije zde přibližně 68 tisíc obyvatel.

## Turistické zajímavosti
Největší turistickou atrakcí je zrekonstruovaný Palác chánů z 18. století. Svými rozměry je poměrně malý, ale má nádhernou vnitřní výzdobu.
Za zmínku také stojí starý karavanseráj, který v současné době slouží jako hotel. Další zajímavostí je pevnost postavená místním generálem, který ustanovil Şəki za hlavní město nezávislého chanátu. Şəki bylo odpradávna centrem zpracování hedvábí a i dnes je známo jeho výrobou. V roce 2019 bylo historické centrum města s palácem chánů zapsáno na seznam světového kulturního dědictví UNESCO.

## Partnerská města
- Bolu, Turecko
- Colmar, Francie
- Gabrovo, Bulharsko
- Giresun, Turecko
- Kokand, Uzbekistán (2023)[3]
- Konya, Turecko
- Sluck, Bělorusko (2009)
- Telavi, Gruzie

## Fotogalerie

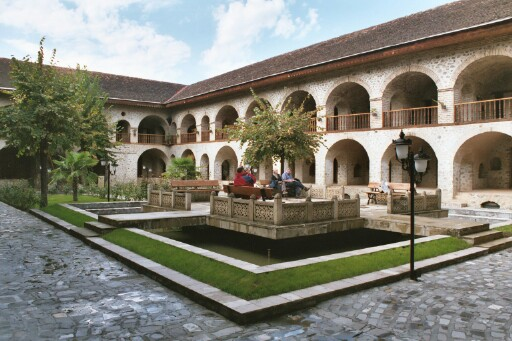
Starý  karavanseraj nyní slouží jako hotel
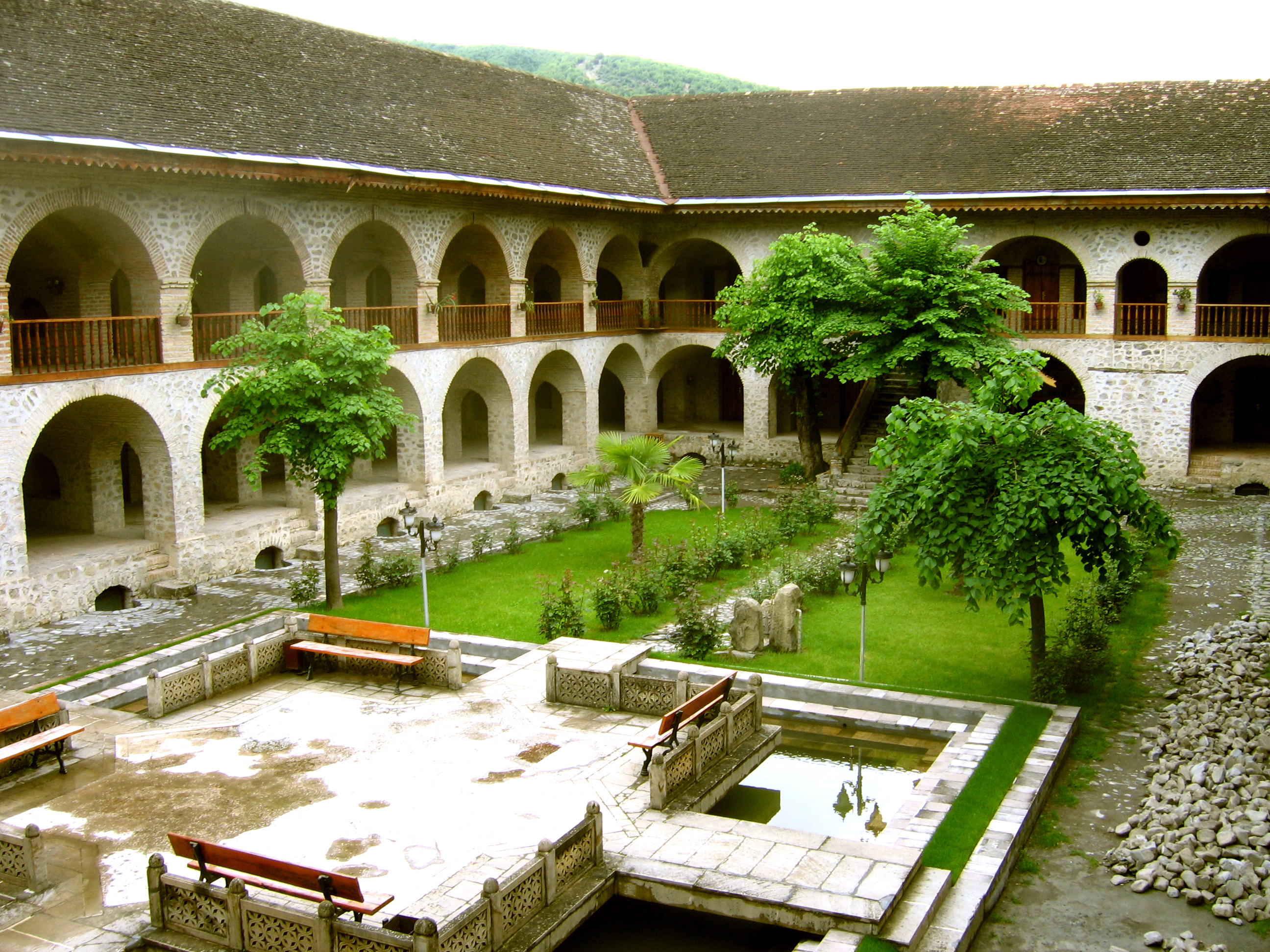
Starý  karavanseraj
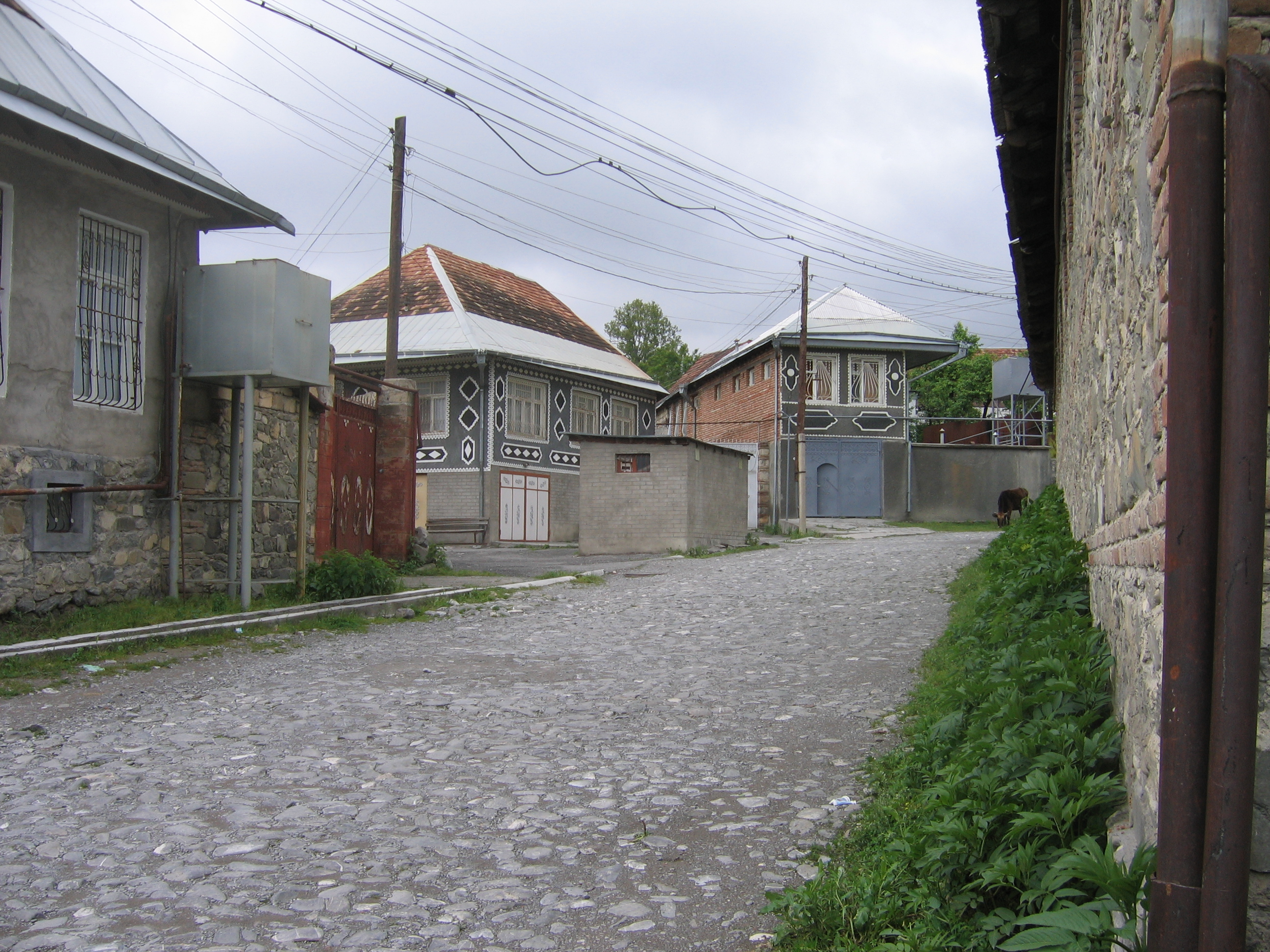
Zdobené domy ve městě
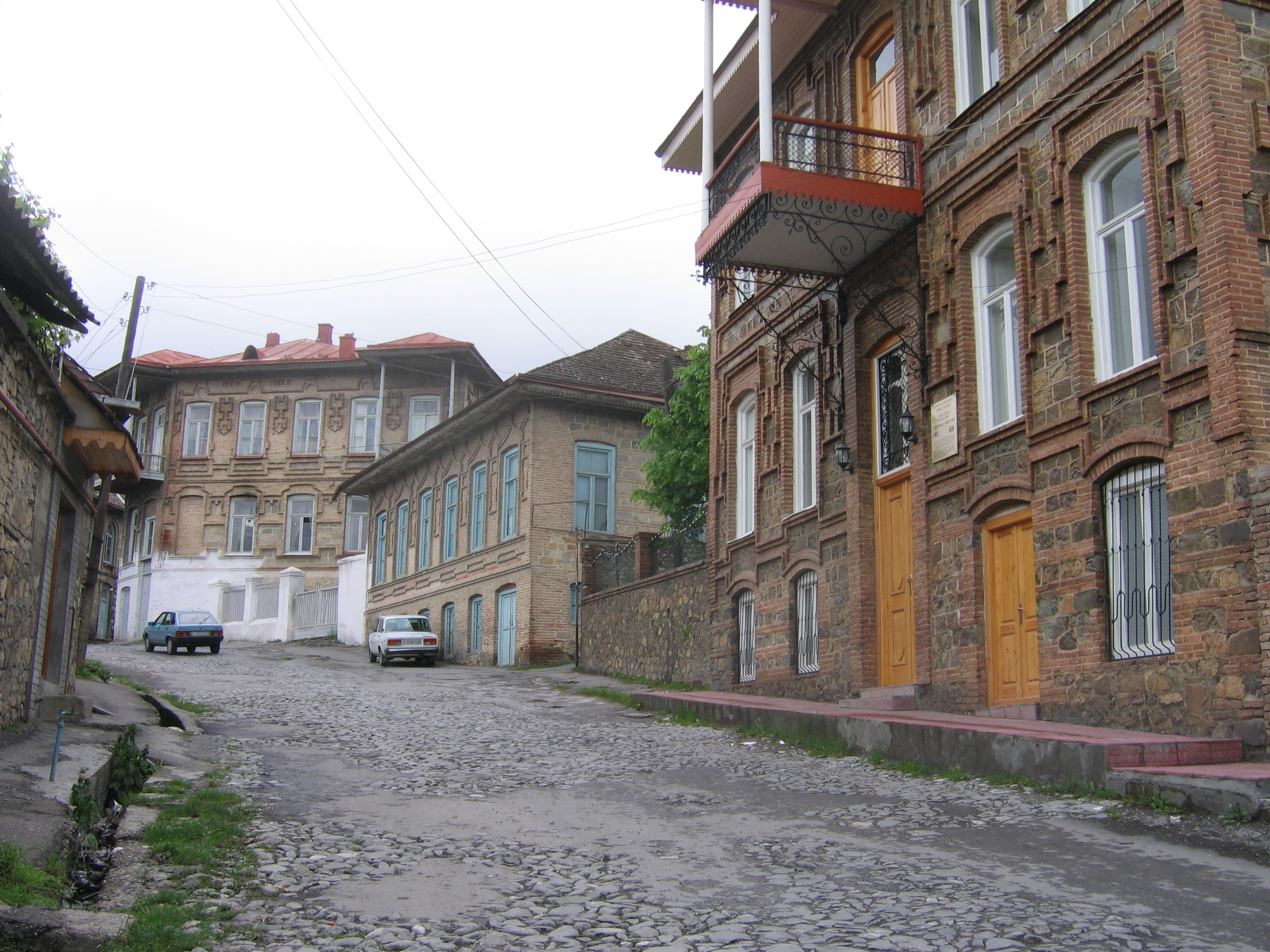
Ulice města